# Sophus Nielsen
Sophus Erhard »Krølben« Nielsen, danski nogometaš, * 15. marec 1888, København, Danska, † 6. avgust 1963, København.
Sodeloval je na nogometnemu delu poletnih olimpijskih iger leta 1908 in leta 1912 ter obakrat osvojil srebrni medalji.
Na olimpijskih igrah leta 1908 je postal prvi nogometaš, ki je dosegel 10 zadetkov na eni, uradni tekmi.